# Frank Morgan

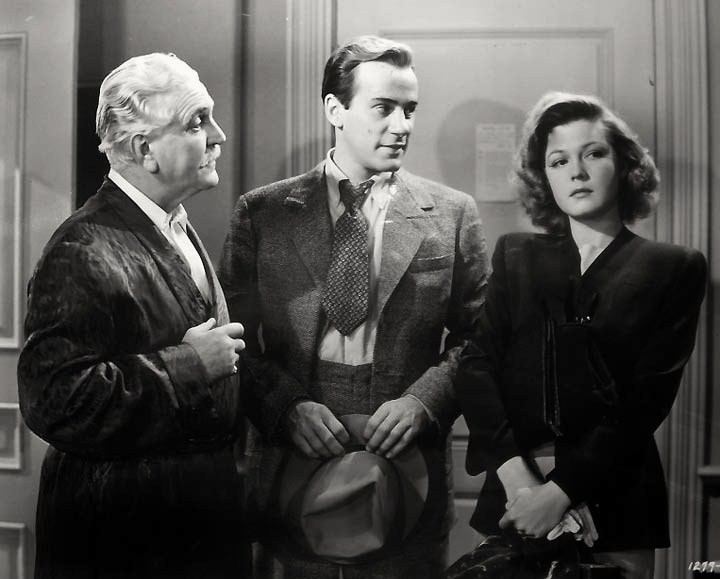
Kadr z filmu A Stranger in Town (1943). Od lewej: Frank Morgan, Richard Carlson i Jean Rogers

Frank Morgan, właśc. Francis Philip Wuppermann (ur. 1 czerwca 1890 w Nowym Jorku, zm. 18 września 1949 w Beverly Hills) – amerykański aktor; młodszy brat aktora Ralpha Morgana. 

## Życiorys
Urodził się w zamożnej rodzinie jako najmłodszy z jedenaściorga dzieci. Jego rodzicami byli Josephine Wright Hancox Wuppermann i George Diogracia Wuppermann. Rodzina zdobyła majątek, dystrybuując gorzkie piwo Angostura, co pozwoliło Morganowi sfinansować studia na Uniwersytecie Cornella.
W latach 1909–1932 występował na Broadwayu. W latach 40. XX wieku pracował także w programie radiowym Maxwell House Coffee Time, znanym również jako The Frank Morgan-Fanny Brice Show. Miał na swoim koncie liczne role filmowe, które przyniosły mu popularność, m.in. w Czrnoksiężniku z Oz (1939). 
11 marca 1914 zawarł związek małżeński z Almą Rose Muller, z którą miał syna George’a Francisa Rudolpha (ur. 16 marca 1916, zm. 17 stycznia 2003).
Zmarł 18 września 1949 nagle na atak serca w wieku 59 lat. Został pochowany na cmentarzu Green-Wood Cemetery w Brooklynie, w Nowym Jorku.

## Filmografia
- 1933: Spotkanie w Wiedniu jako doktor Anton Krug
- 1933: Kiedy kobiety się spotykają jako Rogers Woodruff
- 1934: Kot i skrzypce jako Jules Daudet
- 1934: Sprawa Celliniego jako książę Florencji Alessandro
- 1935: Kapryśna Marietta jako gubernator Gaspard d’Annard
- 1936: Wielki Ziegfeld jako Jack Billings
- 1937: Saratoga jako Jesse Kiffmeyer
- 1938: Zakochani jako Felix Lehman
- 1939: Czarnoksiężnik z Oz jako profesor Marvel / Czarnoksiężnik Oz / klucznik miasta / woźnica / strażnik bramy miasta
- 1940: Sklep za rogiem jako Hugo Matuschek
- 1940: Broadway Melody of 1940 jako Bob Casey
- 1940: Gorączka nafty jako Luther Aldrich
- 1941: Honky Tonk jako sędzia Cotton
- 1942: Tortilla Flat jako Pirat
- 1943  A Stranger in Town jako sędzia John Josephus Grant
- 1943: Komedia ludzka jako Willie Grogan
- 1944: Kismet jako narrator (niewymieniony w czołówce)
- 1945: Jolanda i złodziej jako Victor Budlow Trout
- 1946: Odwaga Lassie jako Harry MacBain
- 1947: Ulica zielonego delfina jako doktor Edmond Ozanne
- 1948: Letnie wakacje jako wujek Sid
- 1948: Trzej muszkieterowie jako Ludwik XIII
- 1949: Historia Monty Strattona jako Barney Wile
- 1949: Wielki grzesznik jako Aristide Pitard
- 1949: Any Number Can Play jako Jim Kurstyn
- 1950: Key to the City jako komendant straży poż. Duggan

## Nominacje i wyróżnienia
Zdobył dwie nominacje do Oscara:
- w 1935 dla najlepszego aktora pierwszoplanowego za rolę Alessandro, księcia Florencji w komediodramacie kostiumowym Gregory’ego La Cavy Sprawa Celliniego (1934)[5]
- w 1943 dla najlepszego aktora drugoplanowego za postać pirata w komedii romantycznej Victora Fleminga Tortilla Flat (1942)[6][7]

8 lutego 1960 otrzymał dwie gwiazdy w Alei Gwiazd w Los Angeles:
- w kategorii film przy Vine Street 1708
- kategorii radio przy Hollywood Boulevard 6700[8]